# 2017
2017 (MMXVII) е обикновена година, започваща в неделя според григорианския календар. Тя е 2017-ата година от новата ера, седемнадесетата от третото хилядолетие и осмата от 2010-те.
Обявена е от ООН за Международна година на устойчивия туризъм за развитие.
Съответства на:
- 1466 година по Арменския календар
- 7525 година по Прабългарския календар
- 6768 година по Асирийския календар
- 2968 година по Берберския календар
- 1379 година по Бирманския календар
- 2561 година по Будисткия календар
- 5777 – 5778 година по Еврейския календар
- 2009 – 2010 година по Етиопския календар
- 1395 – 1396 година по Иранския календар
- 1438 – 1439 година по Ислямския календар
- 4713 – 4714 година по Китайския календар
- 1733 – 1734 година по коптския календар
- 4350 година по корейския календар
- 2770 година от основаването на Рим
- 2560 година по тайландския слънчев календар
- 106 година по календара Чучхе

## Събития
- 1 януари
  - Антониу Гутериш встъпва в длъжност генерален секретар на ООН
  - Малта поема председателството на Европейския съюз
  - 10-а годишнина от приемането на България и Румъния в Европейския съюз.
  - Нападение в нощен клуб в Истанбул
- 19 януари – Румен Радев и Илияна Йотова полагат президентска клетва в Народното Събрание на република България
- 20 януари – Доналд Тръмп встъпва в длъжност като президент на САЩ
- 22 януари – Румен Радев встъпва в длъжност като президент на България
- 19 – 26 февруари – провеждат се VIII Зимни азиатски игри в Сапоро, Япония
- 26 март – Предсрочни парламентарни избори в България
- 26 – 27 май – В Италия се провежда среща на лидерите на държавите от Г-7
- 10 юни – 10 септември – В Астана, Казахстан се провежда Световното изложение
- 1 юли – Естония поема председателството на Европейския съюз

## Родени
- 31 август – Принц Габриел, херцог на Даларна

## Починали

### Януари
- 1 януари
  - Сър Тони Аткинсън, английски икономист (* 1944 г.)
  - Дерек Парфит, английски философ (* 1942 г.)
- 2 януари – Виктор Царов, съветски футболист (* 1931 г.)
- 3 януари – Игор Волк, съветски космонавт (* 1937 г.)
- 4 януари
  - Езио Паскути, италиански футболист (* 1937 г.)
  - Стефан Орманджиев, български футболен съдия (* 1953 г.)
- 6 януари
  - Октавио Лепахе, венецуелски политик (* 1923 г.)
  - Баязид Осман, турски принц (* 1924 г.)
- 7 януари
  - Джон Дийли, американски философ и семиотик (* 1942 г.)
  - Марио Соареш, португалски политик (* 1924 г.)
- 8 януари
  - Владимир Янев, български офицер (* 1921 г.)
  - Али Акбар Хашеми Рафсанджани, ирански политик и духовник (* 1934 г.)
  - Сър Джеймс Манчам, сейшелски юрист и политик (* 1939 г.)
- 9 януари
  - Зигмунт Бауман, полски социолог (* 1925 г.)
  - Борислав Стоев, български художник, график и илюстратор (* 1927 г.)
  - Клод Щайнер, австрийски психолог (* 1935 г.)
- 10 януари – Роман Херцог, германски юрист и политик (* 1934 г.)
- 12 януари – Уилям Питър Блати, американски режисьор, сценарист и писател (* 1928 г.)
- 16 януари – Юджийн Сърнън, американски астронавт (* 1934 г.)
- 19 януари
  - Теори Заваски, бразилски магистрат (* 1948 г.)
  - Мигел Ферер, американски актьор (* 1955 г.)
- 21 януари – Вельо Тормис, естонски композитор (* 1930 г.)
- 23 януари
  - Гордън Кей, британски комичен актьор (* 1941 г.)
  - Валентин Карабашев, български икономист и политик (* 1960 г.)
- 25 януари
  - Мери Тайлър Мор, американска актриса (* 1936 г.)
  - Джон Хърт, британски актьор (* 1940 г.)
  - Иван Притъргов, български футболист (* 1952 г.)
- 26 януари – Васил Недев, български политик (* 1938 г.)
- 27 януари
  - Бойка Присадова, българска народна певица (* 1944 г.)
  - Атанас Киров, български щангист (* 1946 г.)
- 29 януари – Борис Георгиев, български боксьор (* 1929 г.)

### Февруари
- 1 февруари – Етиен Чизекеди, конгоански политик (* 1932 г.)
- 2 февруари
  - Макс Люшер, швейцарски психолог (* 1923 г.)
  - Шуничиро Окано, японски футболист (* 1931 г.)
- 3 февруари – Кръстю Пастухов, български журналист, писател и поет (* 1941 г.)
- 5 февруари – Луис Гомес-Монтехано, испански спортен функционер (* 1922 г.)
- 7 февруари
  - Цветан Тодоров, българо-френски философ (* 1939 г.)
  - Ричард Хач, американски актьор (* 1945 г.)
- 8 февруари – Сър Питър Мансфийлд, английски физик (* 1933 г.)
- 9 февруари – Пит Кайзер, нидерландски футболист (* 1943 г.)
- 10 февруари – Харолд Мур, американски офицер (* 1922 г.)
- 11 февруари – Курт Марти, швейцарски писател (* 1921 г.)
- 12 февруари – Ал Жаро, американски музикант (* 1940 г.)
- 13 февруари – Ким Чен Нам, севернокорейски политик (* 1971 г.)
- 15 февруари – доцент Петър Пашов, български режисьор и театрален педагог в НАТФИЗ (* 1955 г.)[2]
- 16 февруари
  - Янис Кунелис, италиански художник (* 1936 г.)
  - Димитър Георгиев, български офицер (* 1950 г.)
- 19 февруари – Игор Шафаревич, руски математик (* 1923 г.)
- 20 февруари – Милдред Дреселхаус, американска физичка и електроинженерка (* 1930 г.)
- 21 февруари – Кенет Ароу, американски икономист, носител на Нобелова награда за икономика (* 1921 г.)
- 22 февруари – Уилям Уудсън, американски озвучаващ актьор („Предизвикателството на Супер приятелите“) (* 1917 г.)[3]
- 24 февруари – Роро Кавалджиев, български телевизионен продуцент и водещ (* 1976 г.)[4]
- 25 февруари
  - Борислав Грънчаров, български поп певец (* 1943 г.)
  - Бил Пакстън, американски актьор (* 1955 г.)
- 26 февруари
  - Юджийн Гарфийлд, американски библиограф (* 1925 г.)
  - Димитър Христов, български композитор (* 1933 г.)

### Март
- 3 март
  - Раймон Копа, френски футболист (* 1931 г.)
  - Рене Превал, хаитянски политик (* 1943 г.)
- 7 март – Ханс Георг Демелт, германски физик (* 1922 г.)
- 8 март
  - Джордж Ола, унгарско-американски химик (* 1927 г.)
  - Георги Данаилов, български писател („Солунските съзаклятници“, „Почти любовна история“) (* 1936 г.)
- 10 март
  - Джон Съртис, британски пилот от Формула 1 (* 1934 г.)
  - Патрик Нев, белгийски пилот от Формула 1 (* 1949 г.)
- 12 март – Ваня Лазарова, народна певица от Република Македония (* 1930 г.)
- 13 март – Патрик Нев, белгийски пилот от Формула 1 (* 1949 г.)
- 17 март – Дерек Уолкът, поет, драматург, литературен критик и университетски преподавател от Сейнт Лусия (* 1930 г.)
- 18 март – Чък Бери, американски музикант (* 1926 г.)
- 20 март – Дейвид Рокфелер, американски банкер и филантроп (* 1915 г.)
- 21 март – Колин Декстър, британски писател (* 1930 г.)
- 24 март – Иван Абаджиев, български щангист и треньор (* 1932 г.)
- 26 март – Бояна Петрова, български преводач (* 1948 г.)
- 27 март – Дейвид Стори, британски драматург, сценарист и писател (* 1933 г.)
- 29 март – Алексей Абрикосов, руско-американски физик (* 1928 г.)

### Април
- 1 април – Евгений Евтушенко, руски поет, писател, режисьор, сценарист, журналист и актьор (* 1932 г.)
- 6 април – Дон Рикълс, американски комик и актьор (* 1926 г.)
- 7 април – Николае-Шербан Танашока, румънски историк и филолог (* 1941 г.)
- 8 април – Георгий Гречко, съветски космонавт (* 1931 г.)
- 15 април
  - Ема Морано, италианска столетница (* 1899 г.)
  - Клифтън Джеймс, американски актьор (* 1920 г.)
- 20 април – Магдалена Абаканович, полска скулпторка (* 1930 г.)
- 22 април
  - Ангел Ангелов, български инженер (* 1929 г.)
  - Хюбърт Драйфус, американски философ (* 1929 г.)
  - Микеле Скарпони, италиански колоездач (* 1979 г.)
- 24 април – Робърт М. Пърсиг, американски писател и философ (* 1928 г.)
- 26 април
  - Мирослав Косев, български актьор (* 1953 г.)[5]
  - Джонатан Деми, американски режисьор („Мълчанието на агнетата“, „Филаделфия“), носител на Оскар за най-добър режисьор на 1991 г. (* 1944 г.)
- 27 април – Емма Москова, български политик (* 1934 г.)
- 28 април – Иван Стоянов, български историк (* 1949 г.)
- 30 април
  - Мбах Гото, индонезийски дълголетник (* 1870 г.)
  - Илия Раев, български актьор (* 1940 г.)

### Май
- 4 май – Уилям Баумол, американски икономист (* 1922 г.)
- 8 май – Алан Мелцер, американски икономист (* 1928 г.)
- 11 май – Юго Вутен, белгийски предприемач и меценат (* 1940 г.)
- 12 май – Мауно Койвисто, финландски политик (* 1923 г.)
- 14 май – Стоян Тонев, български лекар (* 1953 г.)
- 18 май
  - Жак Фреско, американски дизайнер и конструктор (* 1916 г.)
  - Крис Корнел, американски музикант (* 1964 г.)
- 19 май – Давид Бистрон, чешки футболист (* 1982 г.)
- 20 май – Иван Гаджев, български архивист и общественик (* 1937 г.)
- 22 май
  - Дина Мерил, американска актриса (* 1923 г.)
  - Збигнев Водецки, полски музикант (* 1950 г.)
  - Стефан Лулчев, български футболист (* 1971 г.)
- 23 май
  - Сър Роджър Мур, английски актьор (* 1927 г.)
  - Константин Маркианополски, висш български православен духовник (епископ) (* 1941 г.)
- 26 май – Збигнев Бжежински, полско-американски дипломат и политолог (* 1928 г.)
- 28 май – Йордан Василев, български литературен историк и политик (* 1935 г.)
- 29 май
  - Константинос Мицотакис, гръцки политик (* 1918 г.)
  - Мануел Нориега, панамски генерал и диктатор (* 1934 г.)
  - Богдан Дочев, български футболист и футболен съдия (* 1935 г.)

### Юни
- 1 юни – Танкред Дорст, немски писател (* 1925 г.)
- 4 юни – Живко Попов, български дипломат и политик (* 1930 г.)
- 5 юни
  - Джак Траут, американски икономист (* 1935 г.)
  - Шеик Тиоте, котдивоарски футболист (* 1985 г.)
- 6 юни – Манол Къков, български журналист и озвучаващ актьор (* 1963 г.)
- 8 юни – Глен Хедли, американска актриса (* 1955 г.)
- 9 юни – Адам Уест, американски актьор („Батман“) (* 1928 г.)
- 15 юни
  - Алексей Баталов, руски актьор и режисьор (* 1928 г.)
  - Румен Ненов, български футболист и треньор (* 1969 г.)
- 16 юни
  - Хелмут Кол, немски политик, канцлер на Германия (1982 – 1998) (* 1930 г.)
  - Джон Авилдсън, американски режисьор („Спасете тигъра“, „Роки“, „Карате Кид“), носител на Оскар за най-добър режисьор на 1976 г. (* 1935 г.)
- 27 юни – Майкъл Бонд, английски писател (* 1926 г.)
- 30 юни – Симон Вей, френски политик оцелял от Холокоста (* 1927 г.)

### Юли
- 1 юли – Аян Садъков, български футболист (* 1961 г.)
- 7 юли – Кенет Силвърман, американски писател (* 1936 г.)
- 10 юли – Петер Хертлинг, немски поет, белетрист и художник (* 1933 г.)
- 11 юли – Кристиан Таков, български юрист (* 1965 г.)
- 13 юли – Лиу Сяобо, китайски писател и общественик, нобелов лауреат (* 1955 г.)
- 14 юли – Мариам Мирзахани, иранска математичка (* 1977 г.)
- 15 юли – Мартин Ландау, американски актьор (* 1928 г.)
- 18 юли – Михаил Ангелов, български диригент (* 1932 г.)
- 20 юли – Честър Бенингтън, американски вокалист (* 1976 г.)
- 21 юли – Джон Хърд, американски актьор (* 1945 г.)
- 24 юли – Ванча Дойчева, българска актриса (* 1942 г.)
- 26 юли – Джун Форей, американска актриса (* 1917 г.)
- 31 юли – Жана Моро, френска актриса, певица, сценарист и режисьор (* 1928 г.)[6]

### Август
- 7 август – Асен Гаргов, български поп певец (* 1949 г.)
- 8 август – Глен Кембъл, американски актьор и певец (* 1936 г.)
- 13 август – Иван Хайдарлиев, български футболист (* 1957 г.)
- 17 август – Сони Ландън, американски актьор (* 1941 г.)
- 18 август – Сър Брус Форсайт, английски актьор (* 1928 г.)
- 20 август – Джери Люис, американски актьор и комик (* 1926 г.)
- 22 август – Джон Абъркромби, американски джаз-китарист (* 1944 г.)
- 24 август – Джей Томас, американски актьор (* 1948 г.)
- 28 август – Цутому Хата, японски политик (* 1935 г.)
- 30 август – Марджъри Болтън, английска писателка (* 1924 г.)
- 31 август – Ричард Андерсън, американски актьор (* 1926 г.)

### Септември
- 3 септември
  - Джон Ашбъри, американски поет (* 1927 г.)
  - Уолтър Бекър, американски музикант (* 1950 г.)
- 5 септември – Николас Блумберген, холандски физик (* 1920 г.)
- 7 септември – Тюркан Акьол, турски учен и политик (* 1928 г.)
- 8 септември
  - Любиша Самарджич, сръбски актьор (* 1936 г.)
  - Пиер Берже, френски бизнесмен (* 1930 г.)
  - Дон Уилямс, американски музикант (* 1939 г.)
- 10 септември – Ханс Алфредсон, шведски актьор (* 1931 г.)
- 11 септември 
  - Абдул Халим, малайзийски султан (* 1927 г.)
  - Джеймс Патрик Донлийви, ирландско-американски автор (* 1926 г.)
- 13 септември – Франк Винсънт, американски актьор (* 1937 г.)
- 15 септември 
  - Хари Дийн Стантън, американски актьор (* 1926 г.)
  - Вайълет Браун, ямайска дълголетница (* 1900 г.)
- 16 септември – Ариан Сингх, индийски военен (* 1919 г.)
- 17 септември – Боби Хийнън, американски кечист (* 1944 г.)
- 19 септември
  - Масимо Натили, италиански състезател във Формула 1 (* 1935 г.)
  - Джейк Ла Мота, американски боксьор (* 1922 г.)
- 23 септември – Петко Радев, български кларинетист и музикален педагог (* 1933 г.)
- 26 септември – Бари Динън, американски актьор и певец (* 1938 г.)
- 27 септември
  - Ан Джефрис, американска актриса (* 1923 г.)[7]
  - Хю Хефнър, американски издател, създател на Плейбой (* 1926 г.)
- 28 септември – Юрген Рот, германски журналист (* 1945 г.)

### Октомври
- 1 октомври – Артур Янов, американски психолог (* 1924 г.)
- 2 октомври – Том Пети, американски музикант (* 1950 г.)
- 3 октомври – Джалал Талабани, иракски политик (* 1933 г.)
- 4 октомври – Лиъм Косгрейв, ирландски политик (* 1920 г.)
- 6 октомври – Кони Хоукинс, американски баскетболист (* 1942 г.)
- 9 октомври 
  - Жан Рошфор, френски актьор (* 1930 г.)
  - Армандо Калдерон Сол, салвадорски политик (* 1948 г.)
- 12 октомври – Пенчо Кулеков, български художник (* 1924 г.)
- 13 октомври 
  - Уилям Ломбарди, американски гросмайстор (* 1937 г.)
  - Алберт Зафи, мадагаскарски политик (* 1927 г.)
- 16 октомври
  - Андрония Попова, българска певица (* 1973 г.)[8]
  - Дафне Галисия, малтийска журналистка (* 1964 г.)
- 17 октомври – Даниел Дарийо, френска актриса и певица (* 1917 г.)
- 19 октомври – Ханс Шефер, немски футболист (* 1927 г.)
- 20 октомври
  - Стефан Щерев, български актьор (* 1973 г.)
  - Евгений Желев, български лекар и политик (* 1957 г.)
  - Мирослав Данев, български музикант и композитор (* 1958 г.)[9]
- 23 октомври
  - Пол Уайтц, американски астронавт (* 1932 г.)
  - Станчо Станчев, български режисьор (* 1932 г.)
- 24 октомври
  - Робърт Гийом, американски актьор (* 1927 г.)
  - Фатс Домино, американски музикант (* 1928 г.)
- 28 октомври – Мануел Санчис Мартинес, испански футболист (* 1938 г.)

### Ноември
- 1 ноември – Владимир Маканин, руски писател (* 1937 г.)
- 6 ноември
  - Ричард Гордън, американски астронавт (* 1929 г.)
  - Фелисиано Ривила, испански футболист (* 1936 г.)
- 10 ноември – Шайла Стайлз, канадска порно-актриса (* 1982 г.)
- 15 ноември – Луис Бакалов, аржентинско-италиански композитор от български произход (* 1932 г.)
- 17 ноември – Салваторе Риина, бос на сицилианската мафия (* 1930 г.)
- 18 ноември
  - Наим Сюлейманоглу, българо-турски щангист (* 1967 г.)
  - Малкълм Йънг, австралийски музикант (* 1953 г.)
- 19 ноември
  - Чарлс Менсън, американски престъпник (* 1934 г.)
  - Яна Новотна, чешка тенисистка (* 1968 г.)
  - Дела Рийс, американска актриса и певица („Докосване на ангел“) (* 1931 г.)[10]
- 22 ноември
  - Дмитрий Хворостовски, руски оперен певец (* 1962 г.)
  - Джон Хендрикс, американски джаз, текстописец и певец (* 1921 г.)
- 25 ноември – Ранс Хауърд, американски актьор (* 1928 г.)
- 29 ноември
  - Слободан Праляк, хърватски генерал (* 1945 г.)
  - Хедър Норт, американска актриса (гласът на Дафни Блейк в „Скуби-Ду“) (* 1945 г.)[11]
- 30 ноември – Джим Нейбърс, американски актьор и певец (Gomer Pyle, U.S.M.C.) (* 1930 г.)[12]

### Декември
- 2 декември – Алън Синфилд, английски литературен теоретик (* 1941 г.)
- 4 декември
  - Шаши Капур, индийски актьор и филмов продуцент (* 1938 г.)[13]
  - Али Абдула Салех, йеменски политик и военен (* 1942 г.)
- 5 декември
  - Михай I, крал на Румъния през 1927 – 1930 г. и 1940 – 1947 г. (* 1921 г.)[14]
  - Огъст Еймс, канадска порно-актриса (* 1994 г.)
- 6 декември – Джони Холидей, френски певец (* 1943 г.)[15]
- 13 декември – Юризан Белтран, американска порно-актриса (* 1986 г.)
- 17 декември – Кийли Смит, американска джаз певица (* 1928 г.)
- 18 декември – Ким Джонгхьон, корейски певец (* 1995 г.)
- 21 декември – Брус Маккендлес, американски астронавт (* 1937 г.)
- 26 декември – Костадин Чакъров, български политик (* 1947 г.)
- 27 декември – Освалдо Фатори, италиански футболист (* 1922 г.)
- 28 декември – Роуз Мари, американска актриса (* 1923 г.)
- 29 декември – Кармен Франко, 1-ва херцогиня на Франко (* 1926 г.)

## Нобелови лауреати
- Икономика –  Ричард Талер
- Литература –  Казуо Ишигуро
- Медицина –  Джефри К. Хол,  Майкъл Росбаш,  Майкъл У. Янг
- Мир –  Международна кампания за премахване на ядреното оръжие
- Физика –  Бари Бариш,  Кип Торн,  Райнер Вайс
- Химия –  Жак Дюбочет,  Йоахим Франк,  Ричард Хендерсън